# Torquetum

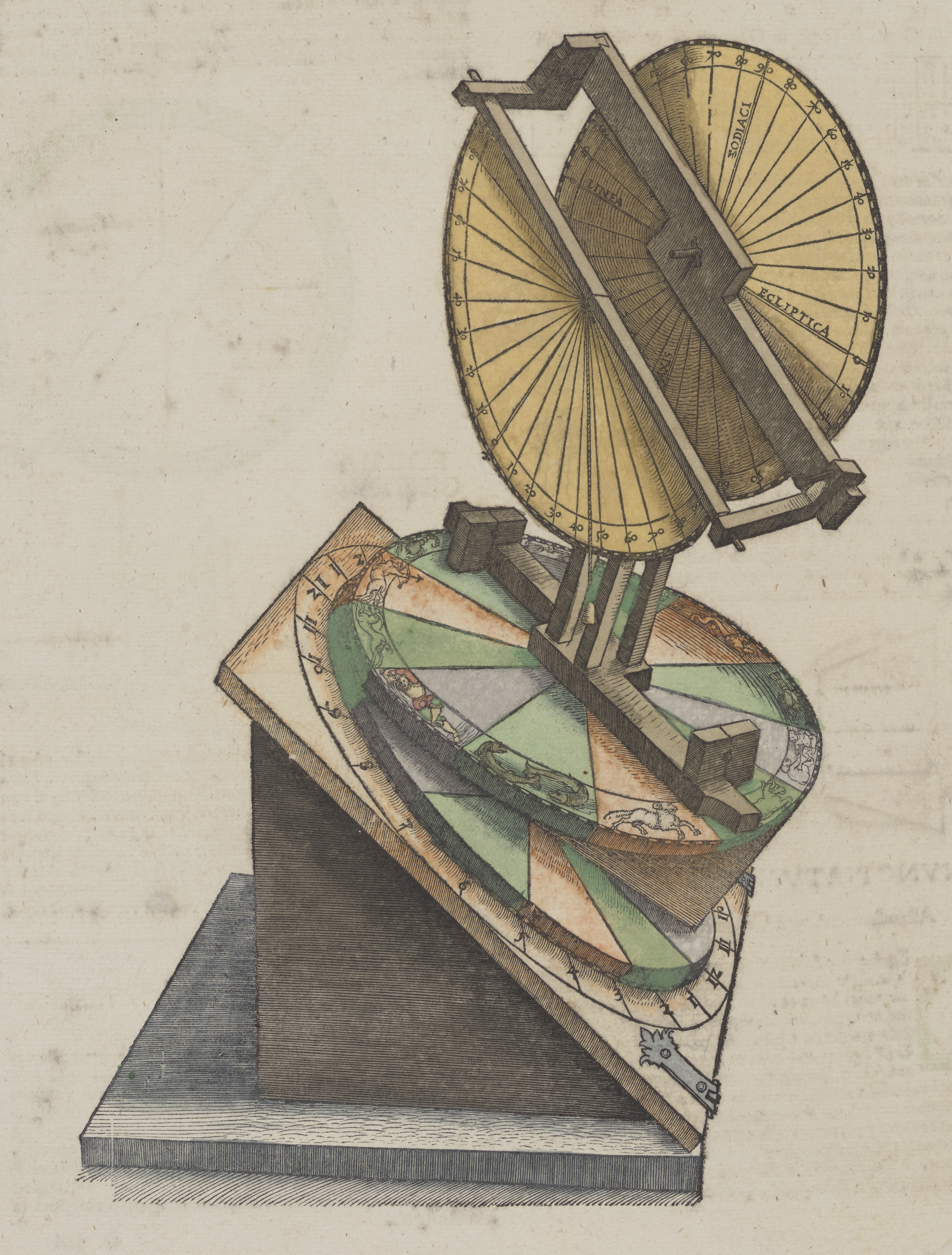
Torquetum. Ilustración del Astronomicum Caesareum, de Apiano.

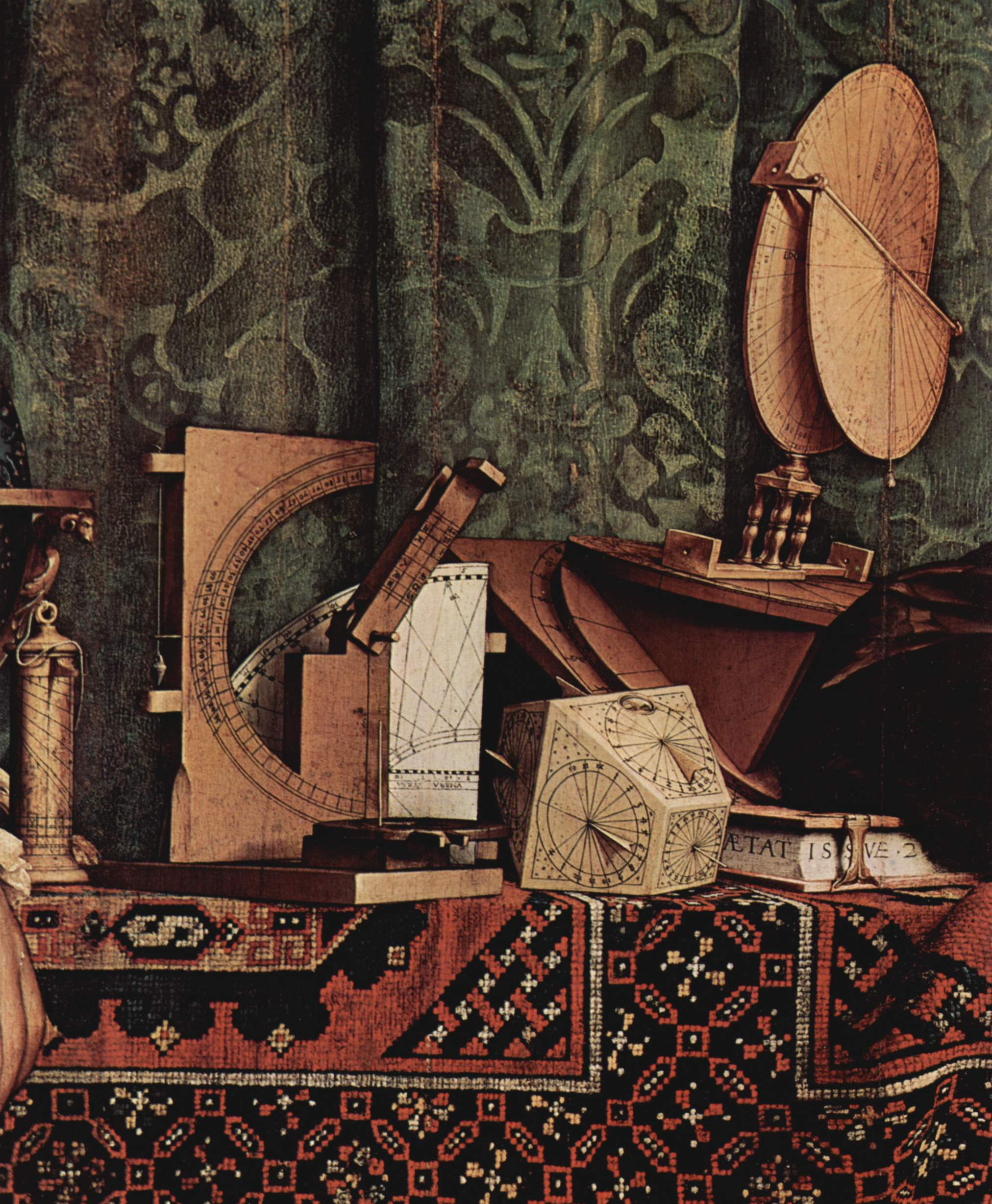
Detalle del cuadro Los embajadores de Hans Holbein el Joven con un torquetum.

El torquetum o turquet es un instrumento medieval de medición astronómica diseñado para tomar y convertir las mediciones realizadas en tres conjuntos de coordenadas: horizontal, ecuatorial y eclíptica. En cierto sentido, el torquetum sería un ordenador analógico.

## Características
El torquetum estaba compuesto de discos y placas.  Se utilizaba para realizar medidas usando tres tipos de coordenadas astronómicas: las  altacimutales, las  ecuatoriales y las eclípticas. También permitía calcular la posición de los cuerpos celestes y ajustar la hora y la fecha.

## Historia
Fue descrito primeramente por Claudio Ptolomeo en el siglo II pero parece que el primer constructor del torquetum fue Jabir ibn Aflah (al-Ándalus, siglo XII). También Richard de Wallingford construiría un torquetum, entre otros dispositivos astronómicos. Este instrumento fue abandonado cuando Galileo tuvo la idea del telescopio.
Puede verse un torquetum en el famoso cuadro Los embajadores de Hans Holbein el Joven) (1533). Está situado en el lado derecho de la mesa de arriba, al lado del codo del embajador Georges de Selve, vestido con un abrigo o larga túnica de color marrón. La pintura muestra muchos de los detalles de las inscripciones en el disco y el medio disco, que componen la parte superior de este tipo particular de torquetum.